# Vickers-keménység
A Vickers-keménység anyagok, elsősorban fémek, ezen belül is acélok keménységének összehasonlítására szolgáló empirikus mérőszámok egyike.
A Vickers-keménység mérését az angliai Vickers Ltd-nél dolgozó két kutató, Smith és Sandland mérnökök dolgozták ki 1924-ben a Brinell-keménységmérés alternatívájaként. A Vickers-keménységmérés gyakran egyszerűbben elvégezhető, mint más keménységmérési vizsgálat, mivel a szükséges számítások függetlenek a behatoló test méretétől, továbbá ugyanaz a behatoló test használható minden típusú anyagra, függetlenül annak keménységétől. A mérési elv, mint általában minden keménységmérés esetén, annak vizsgálata, hogy egy standard erőforrást alkalmazva hogyan áll ellen a kérdéses anyag a plasztikus deformációnak. A Vickers-keménységmérés bármilyen fémen elvégezhető, a mérési tartománya az egyik legszélesebb a keménységvizsgálati módszerek közül. A keménység egysége a Vickers piramisszám (HV).
A mérés során egy 136°-os gyémántgúlát nyomnak meghatározott erővel a mérendő felületre. A kiértékeléshez megmérik a lenyomat átlóit, és a kettő átlagából kiszámítják a lenyomat felületét.
A keménység (HV):
{\displaystyle {H_{V}}={\frac {F}{A}}\approx {\frac {1,854F}{d^{2}}}}.
Ahol
F = a behatoló test által kifejtett terhelőerő
A = lenyomat felülete
d = átlók átlaga

## Három fajta keménységmérési technológia

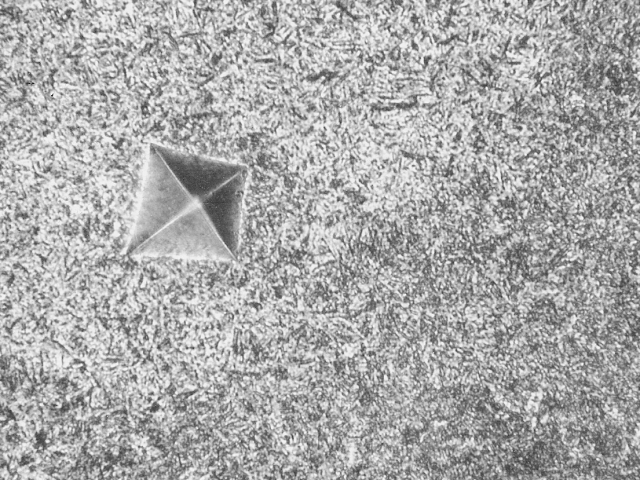
A Vickers-teszt nyoma a felületen

Ma leginkább a következő háromféle keménységmérési technológiát és ennek eredményeként háromféle keménységi skálát használnak a makroszkópikus anyagok keménységének a meghatározására. Ezek a Brinell-keménység, Rockwell-keménység és Vickers-keménység.

Vickers keménységmérés metszetben

Mindhárom módszer lényege az, hogy egy kemény testet nyom bele a vizsgálni kívánt felületbe. A Vickers-mérésnél ez a test egy 136 fokos csúcsszögű, gyémántból készült gúla. A Brinell-mérésnél gömb alakú az edzett és polírozott testet (egy acélgolyót) nyomnak bele meghatározott terheléssel és adott ideig a vizsgált anyagfelületbe.
A Rockwell-keménység mérésénél többféle terhelő erőt és többféle benyomó élet lehet alkalmazni.

## Lásd még
- Brinell-keménység
- Rockwell-keménység

## Külső hivatkozások
- Vickers-keménységmérési vizsgálati módszer az ELTE-n
- Vickers-keménységvizsgálat
- Vickers-keménységmérési teszt
- Átszámítási tábla a Vickers-, a Brinell- és a Rockwell skála között
- Hordozható keménységmérők
- Wolfram Mathematica Demonstráció a Vickers-keménység méréséről Kabai Sándor földolgozásában